# Un tropezón cualquiera da en la vida
Un tropezón cualquiera da en la vida es una película en blanco y negro de Argentina dirigida por Manuel Romero sobre su propio guion escrito sobre el argumento de Fernando Benavídez y Rodolfo Sciammarella que se estrenó el 20 de enero de 1949 y que tuvo como protagonistas a Alberto Castillo, Virginia Luque, Francisco Álvarez y Fidel Pintos.

## Sinopsis
Un buen muchacho deja que lo encarcelen para salvar a su hermano.

## Reparto
- Alberto Castillo …Alberto Riera
- Virginia Luque …Sol
- Francisco Álvarez …Ramón García
- Fidel Pintos …Peñalba
- Rodolfo Díaz Soler …Director
- Domingo Sapelli …Leandro
- Renée Dumas …Teresa
- Berta Ortegosa …Emilia
- Luis E. Corradi …Pablo
- Juan José Porta …Florista
- Gloria Ferrandiz …Mamá
- Domingo Federico
- Teresita Moris …Tota
- Margarita Burke …Vecina
- Vicente Rubino …Locutor
- Pedro Pompilio …Subjefe
- Fausto Padín …Hombre en partida de naipes
- Ramón J. Garay …Hombre que compra diario
- Gerardo Fariña
- Carlos Cambria
- Aída Villadeamigo …Vecina que duerme
- Warly Ceriani …Policía
- Jesús Pampín
- Nicolás Taricano
- Alberto Barcel …Gerente
- Renée Dumas ...Teresa]]

## Comentarios
Clarín en su crónica dijo de Romero:

”su trabajo es noble. Directo. Sin trampa. Mezcla lo cómico a lo melodramático sin transiciones. Y logra ese clima absurdo, arbitrario, que es precisamente la esencia ciudadana.”

Por su parte Manrupe y Portela escriben:

”Romero recurre nuevamente a castillo para la fórmula del dramón más las canciones. Divertida en su argumento tanguero, tratado con bastante agilidad.”